# Temnosternus planiusculus
Temnosternus planiusculus är en skalbaggsart som beskrevs av White 1855. Temnosternus planiusculus ingår i släktet Temnosternus och familjen långhorningar. Inga underarter finns listade i Catalogue of Life.